# Alfred Moritz Hauschild
Alfred Moritz Hauschild (* 24. Oktober 1841 in Hohenfichte; † 7. Juli 1929 in Dresden) war ein deutscher Architekt.

## Leben

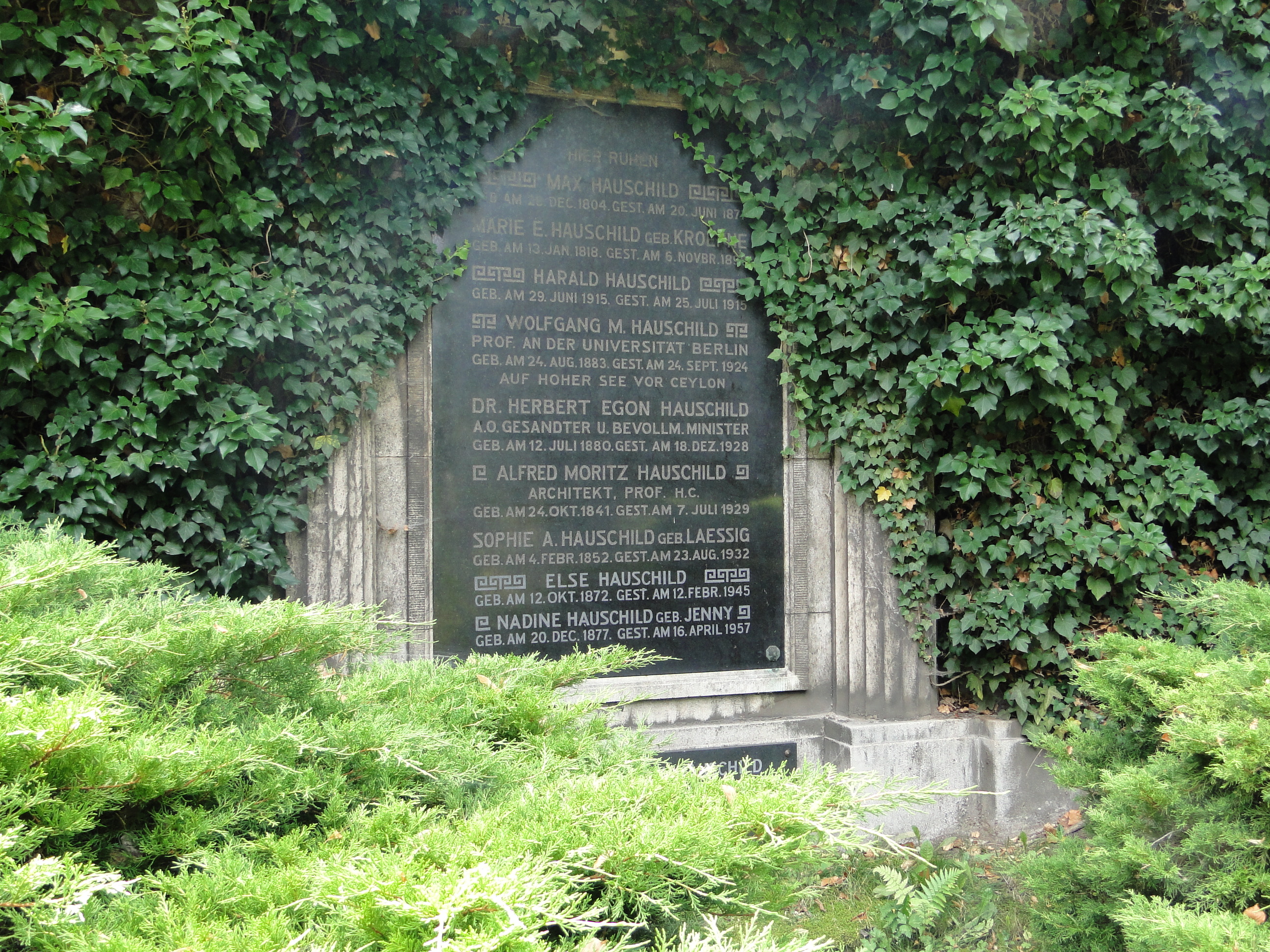
Grab von Alfred Moritz Hauschild auf dem Trinitatisfriedhof in Dresden

Hauschild wuchs in einer sehr wohlhabenden Familie auf; sein Vater Maximilian Hauschild (1804–1877) war Gründer der Baumwollspinnerei Max Hauschild in Hohenfichte gewesen. Ab 1858 studierte Hauschild für ein Jahr am Polytechnikum Dresden, war ab 1861 an der Bauschule der Dresdner Akademie eingeschrieben und wirkte ab 1863 als Schüler von Hermann Nicolai. Nach Ende seiner Ausbildung ging er nach Paris zu Honoré Daumet sowie auf eine Europa- und Orientreise.
Ab 1875 führte er mit Robert Eltzner eine eigene Baufirma, in der unter anderem Hermann Thüme als Mitarbeiter angestellt war. Zu Hauschilds Bauten gehörten seine eigene Villa Parkstraße 9 in Dresden (Bau 1866–1868), die Filiale der Kaiserlichen Reichsbank an der Bankstraße (erbaut mit Robert Eltzner 1876–1877) und der Stübelbrunnen, 1901 zusammen mit Hans Hartmann-MacLean erbaut.
Neben seiner Arbeit als Architekt war Hauschild vor allem in seinen späteren Lebensjahren auch als Kunstmäzen aktiv und unterstützte die Gemäldegalerie Dresden bei Ankäufen verschiedener Kunstwerke. Er war Mitherausgeber der Zeitschriften Architektur-Literatur und Universum. Hauschild verstarb 1929 in Dresden und wurde auf dem Trinitatisfriedhof beigesetzt.

## Arbeiten und Entwürfe (Auswahl)

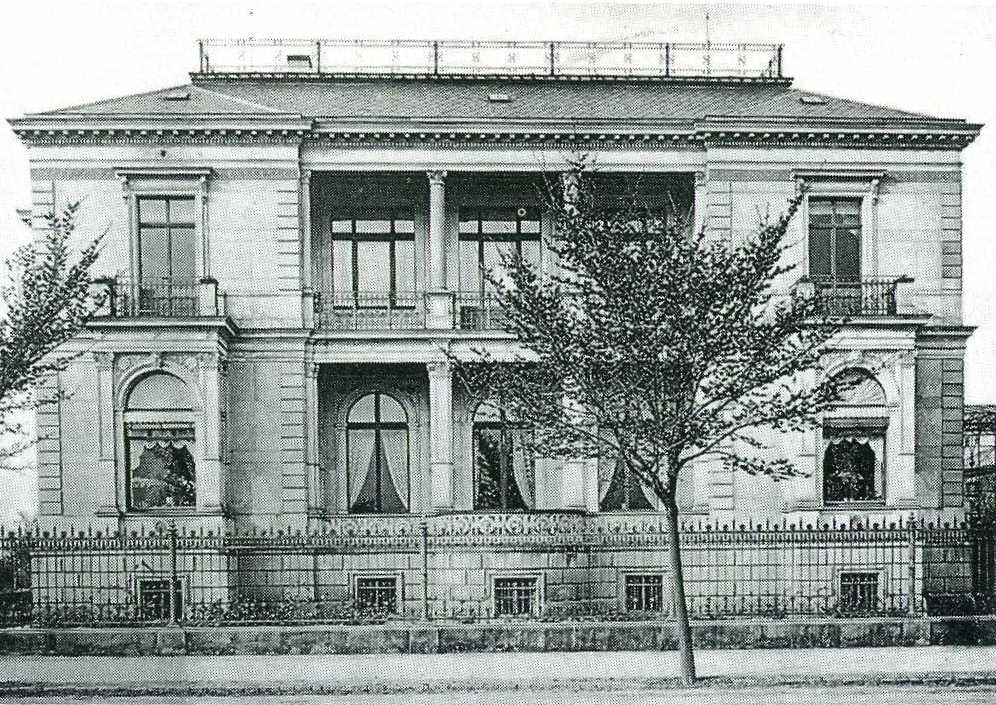
Villa Parkstraße 9

- 1866–1868: Villa Parkstraße 9, Dresden, 1945 zerstört
- um 1875: Bau des Hauptgebäudes des Carolahauses (Krankenhaus des Albertvereins), Dresden, 1945 zerstört
- 1976–1977: Gebäude der Reichsbank-Filiale, Bankstraße in Dresden
- 1882: 1. Preis im Wettbewerb zur Bebauung der sogenannten Museumsinsel in Berlin, nicht ausgeführt[5]
- 1888: 1. Preis im Wettbewerb für das Ausstellungsgebäude an der Stübel-Allee, nicht ausgeführt
- 1896: 1. Preis im Wettbewerb um den Stübelbrunnen, 1901 mit Hans Hartmann-MacLean ausgeführt
- 2. Preis im Wettbewerb zum Bau des Neuen Rathauses in Dresden